# 張應輅
張應輅，字忝生，號大受，河南汝寧府光州商城縣軍籍，明朝政治人物。

## 生平
父张舜命，万历二十三年（1595）乙未科进士，官榆林副使。母高氏早丧，事继母以孝聞。应辂爲舜命次子，万历四十年（1612年）壬子科河南鄉試第五名舉人，四十四年（1616年）登丙辰科三甲八十七名進士，刑部觀政，四十五年授南昌府推官，清操自励，一介不取。郡人嘗曰：张公只饮江西一杯水耳。遇疑狱，虚心研鞠，应開释者不惮與御史力争。四十六年本省同考，以父憂歸，遗产悉以让兄。服闋，天啓四年（1624年）補潞安府推官，未赴任，遷吏部稽勋司主事，未幾卒于官。

## 家族
曾祖张溥，监生。祖父张琚，贈陕西副使。父张舜命，陕西按察使。